# Paul Quasten
Paul Quasten (* 13. März 1985 in Amsterdam) ist ein niederländischer Fußballspieler tschechischer Abstammung.
Quasten begann bei kleineren Amsterdamer Vereinen, bevor er von den Scouts von Ajax Amsterdam entdeckt wurde. Nach der Jugend tat er sich jedoch schwer mit dem Umstieg auf die erste Mannschaft, so dass er Ajax verlassen musste. Er wechselte zum FC Volendam, mit dem er in seiner vierten Saison die Meisterschaft in der zweiten niederländischen Liga gewann. Seit Juli 2008 spielt Quasten für Willem II Tilburg. Nach 2 Jahren dort wurde sein Vertrag aufgelöst und er war für 3 Jahre vereinslos. Dann nahm ihn die Amateurauswahl von Ajax Amsterdam auf. Er durfte dort jedoch kein einziges Spiel machen. Nach seiner Zeit in Amsterdam wechselte er für 3 Jahre zu Almere City. Aktuell spielt er beim RKC Waalwijk, wo er seit den letzten Spielen auch den Kapitän spielte.